# Iphicara globiceps
Iphicara globiceps är en insektsart som först beskrevs av Rauno E. Linnavuori 1961.  Iphicara globiceps ingår i släktet Iphicara och familjen Dictyopharidae. Inga underarter finns listade i Catalogue of Life.